# Mohyliv-Podilskyï
Pour les articles homonymes, voir Podolski.
Ne pas confondre avec Mahiliow (en russe : Moguilev), ville de Biélorussie.
Mohyliv-Podilskyï (en ukrainien : Могилів-Подільський) ou Moguilev-Podolski (en russe : Могилёв-Подольский ; en polonais : Mohylów Podolski ; en roumain : Moghilǎu) est une ville de l'oblast de Vinnytsia, en Ukraine, et le centre administratif du raïon de Mohyliv-Podilsky. Sa population s'élevait à 31 832 habitants en 2014.

## Géographie
Mohyliv-Podilskyï est située sur la rive gauche du Dniestr, à la frontière moldave, à 101 km au sud-ouest de Vinnytsia et à 297 km au sud-ouest de Kiev.

## Histoire
La première mention de la ville remonte à 1595. Le propriétaire de la ville, l'hospodar moldave Ieremia Movila la donna en dot de sa fille, qui épousa un noble polonais, nommé Potocki. Le marié nomma alors la ville Mohyliv en l'honneur de son beau-père. Dans le premier quart du XVIIe siècle, Mohyliv devint l'une des plus grandes villes de Podolie. Elle reçut le statut de ville en 1796.
Pendant la Seconde Guerre mondiale, Mohyliv-Podilskyï fut occupée par l'Allemagne nazie et les troupes roumaines en juillet 1941. Peu après, des milliers de Juifs de la ville furent assassinés par les occupants. Mohyliv-Podilskyï devint un camp de transit pour les Juifs expulsés de Bessarabie et de Bucovine vers la Transnistrie. De septembre 1941 à février 1942, plus de 55 000 déportés passèrent par la ville. Des milliers de personnes du camp de transit furent traitées cruellement par les gardes roumains. Beaucoup de Juifs ne furent pas autorisés à rester à Mohyliv-Podilskyï, et des milliers d'entre eux durent marcher jusqu'aux villages et villes des environs. Les 15 000 Juifs autorisés à rester dans la ville s'organisèrent. Environ 2 à 3 000 reçurent des permis de séjour, tandis que les autres vivaient dans la peur constante d'être déportés dans l'intérieur de la Transnistrie et soumis au travail forcé. En décembre 1943, plus de 3 000 Juifs furent autorisés à rentrer en Roumanie et en mars 1944, les chefs de la communauté juive de Bucarest reçurent l'autorisation de faire revenir 1 400 orphelins. Mohyliv-Podilskyï fut libérée le 19 mars 1944 et de nombreux Juifs furent immédiatement enrôlés dans l'Armée rouge. Beaucoup de ceux qui restèrent dans la ville furent tués par les bombes allemandes. La plupart des Juifs déportés furent autorisés à rentrer en Roumanie au printemps 1945.
Le roman Nuit d'Edgar Hilsenrath se déroule dans le ghetto de Mohyliv-Podilskyï pendant les événements de 1941-1943.

## Galerie

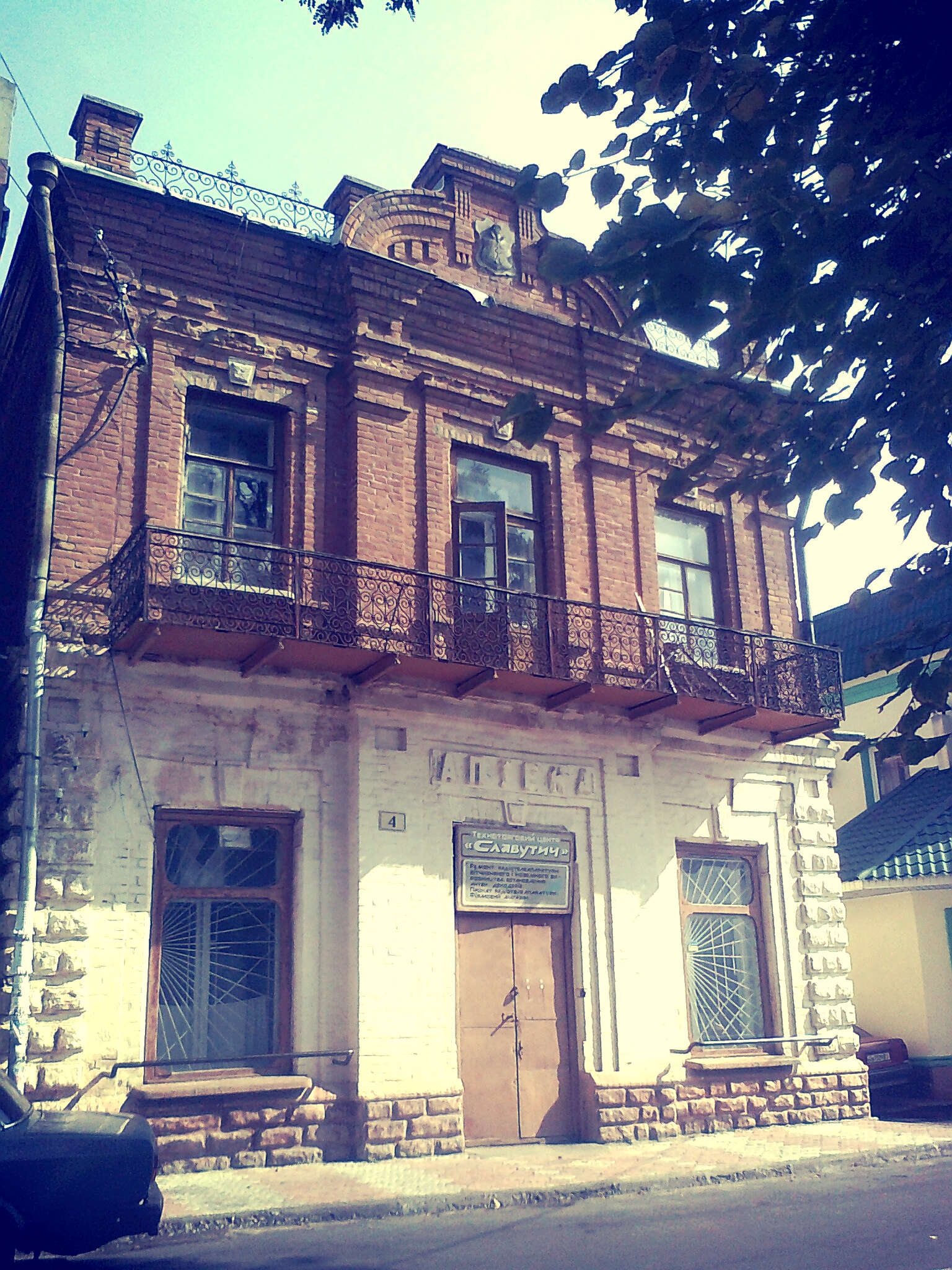
Architecture du 19e siècle à Mohyliv-Podilsky
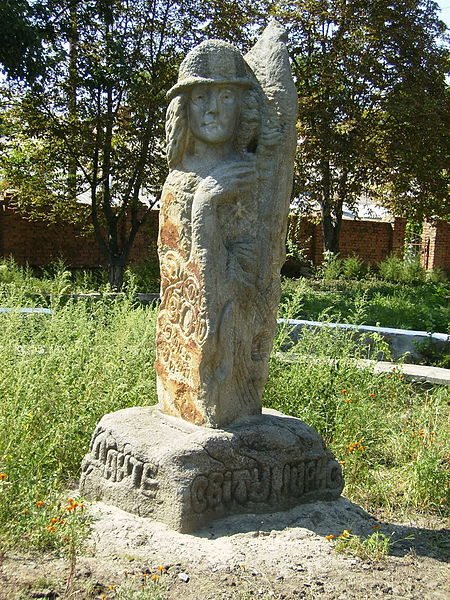
Monument à John Lennon
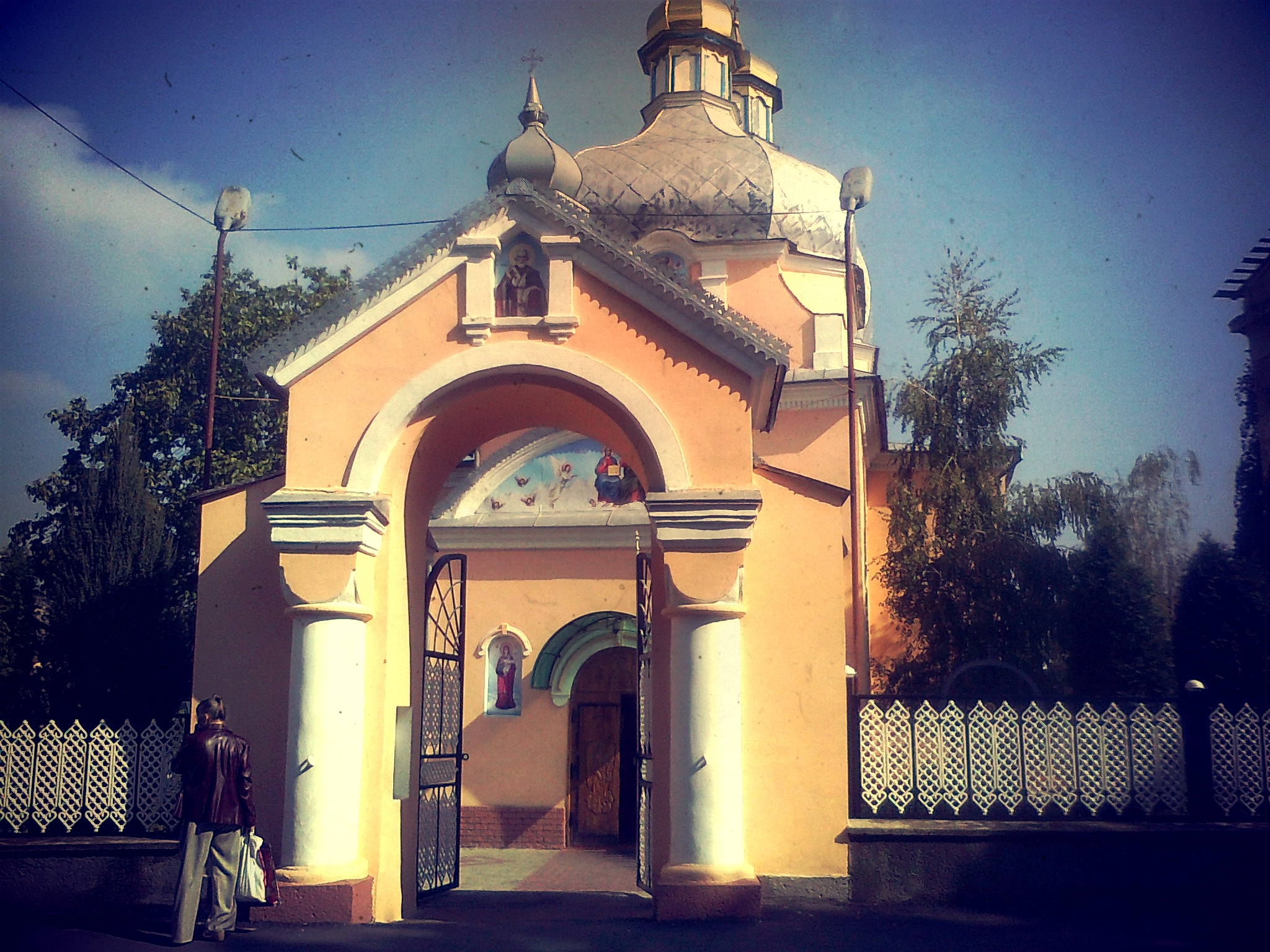
Église Saint Nicolas
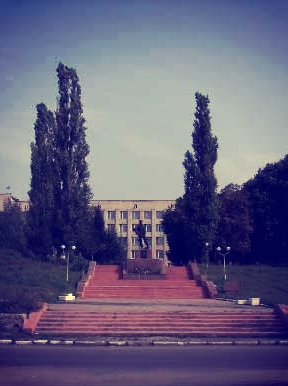
Monument de Mykola Buïanov, héros national italien
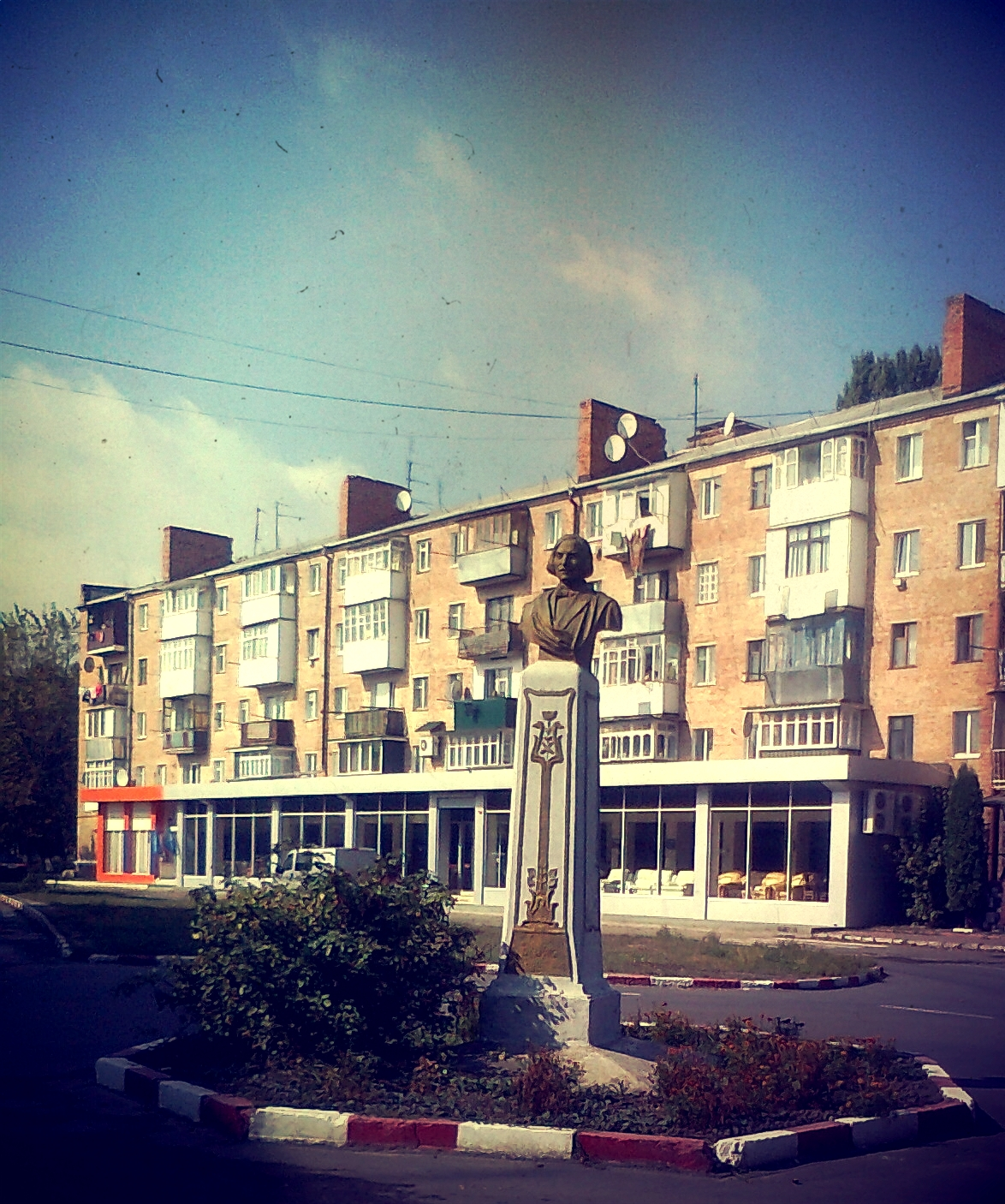
Monument à Nikolai Gogol
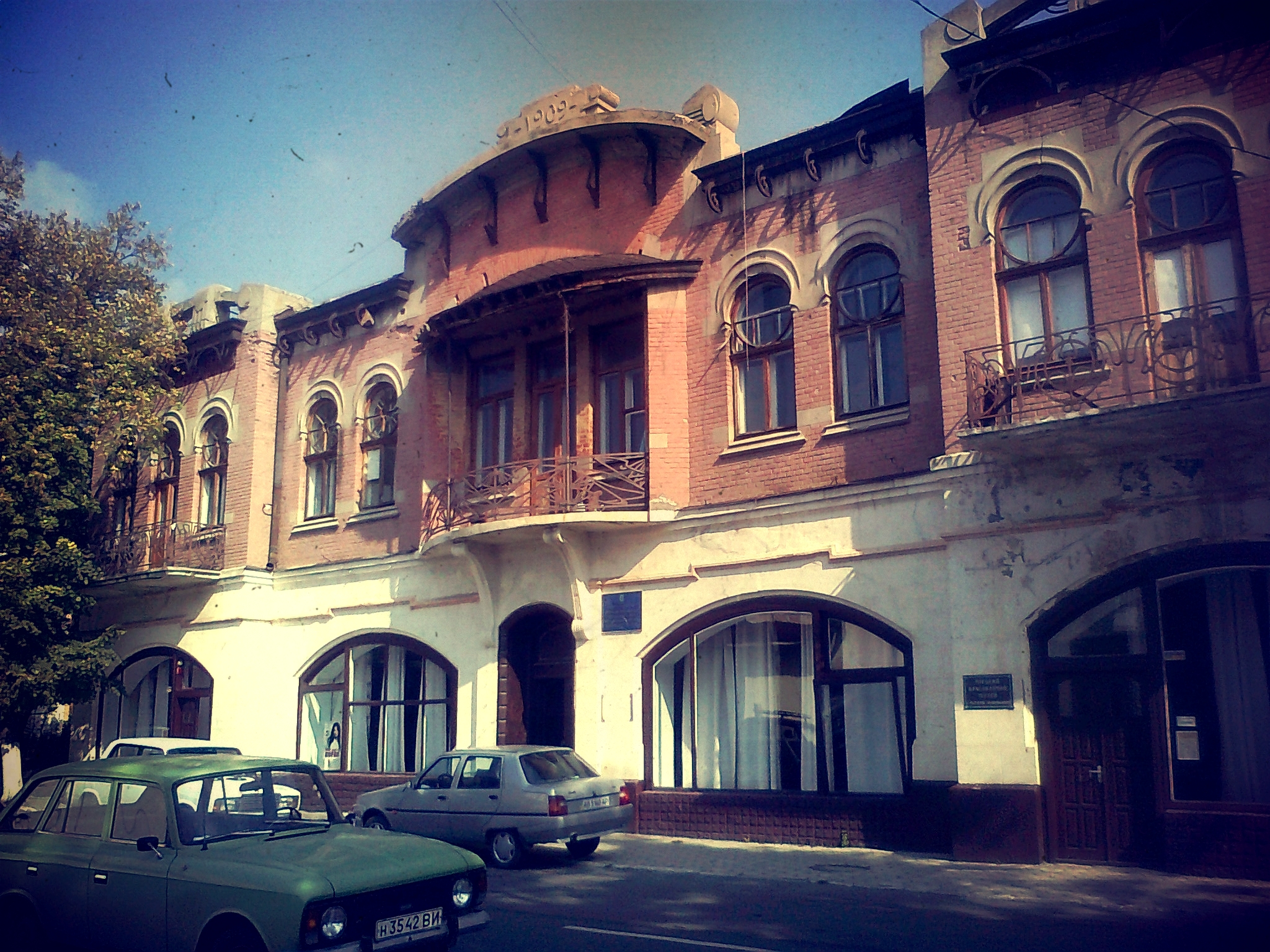
Centre commercial Torhovel
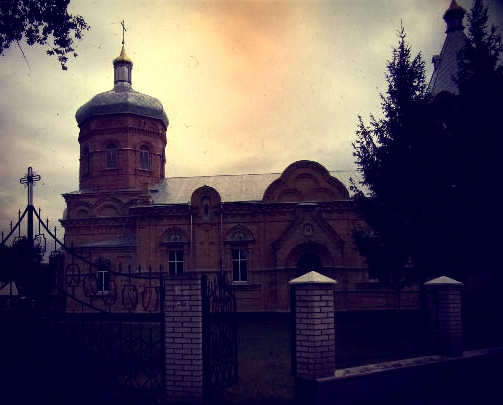
Église Saint Alexandre Nevski
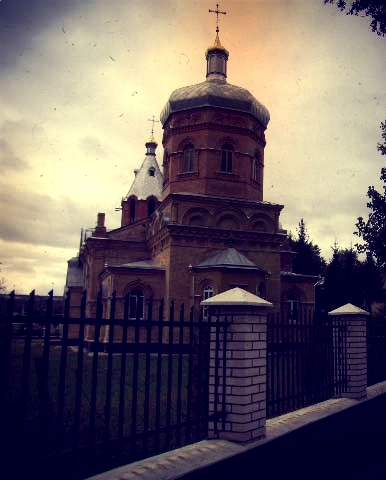
Église Saint Alexandre Nevski
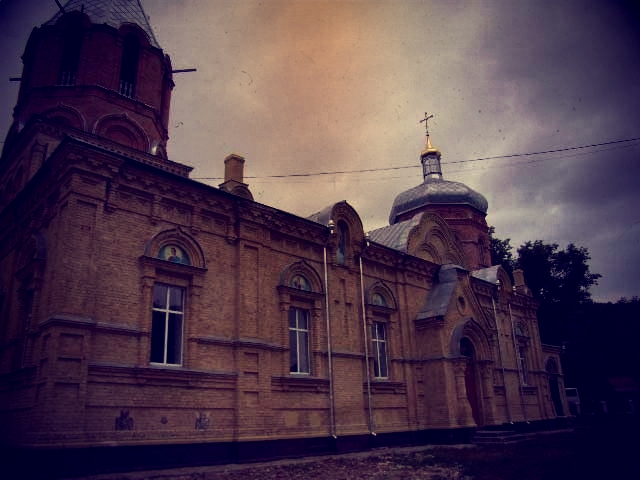
Église Saint Alexandre Nevski
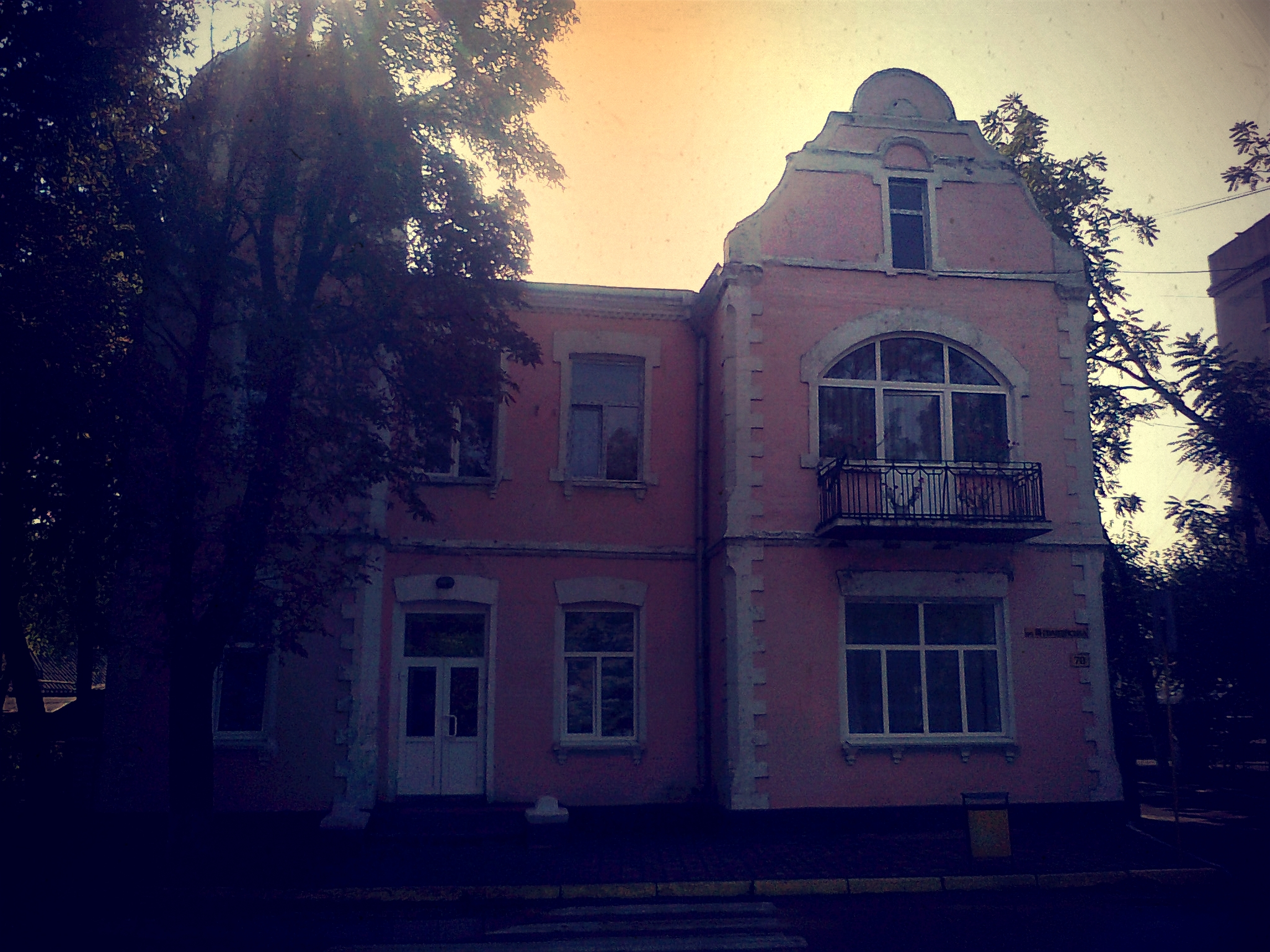
École, exemple d'architecture
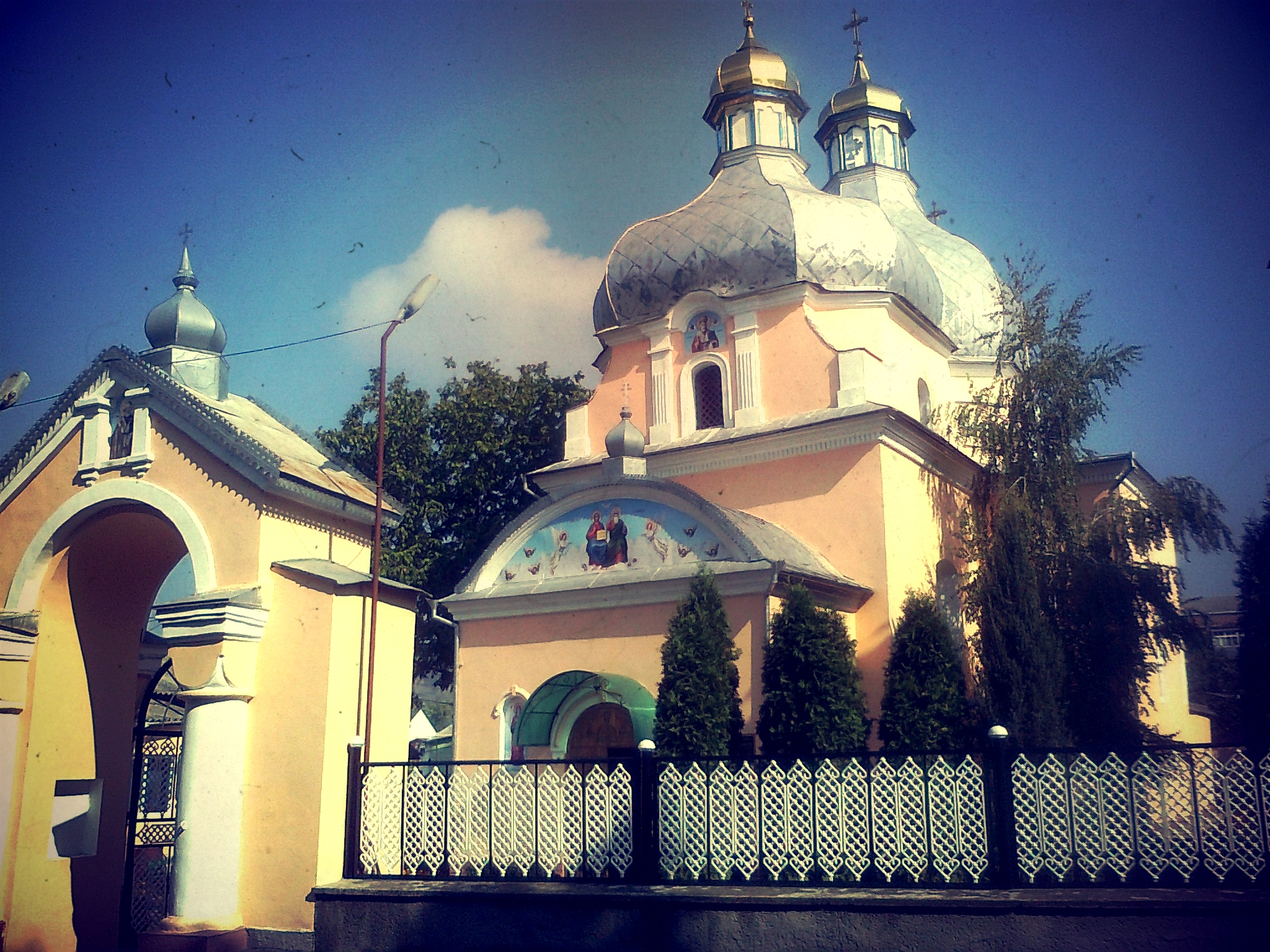
Église Saint Nicolas
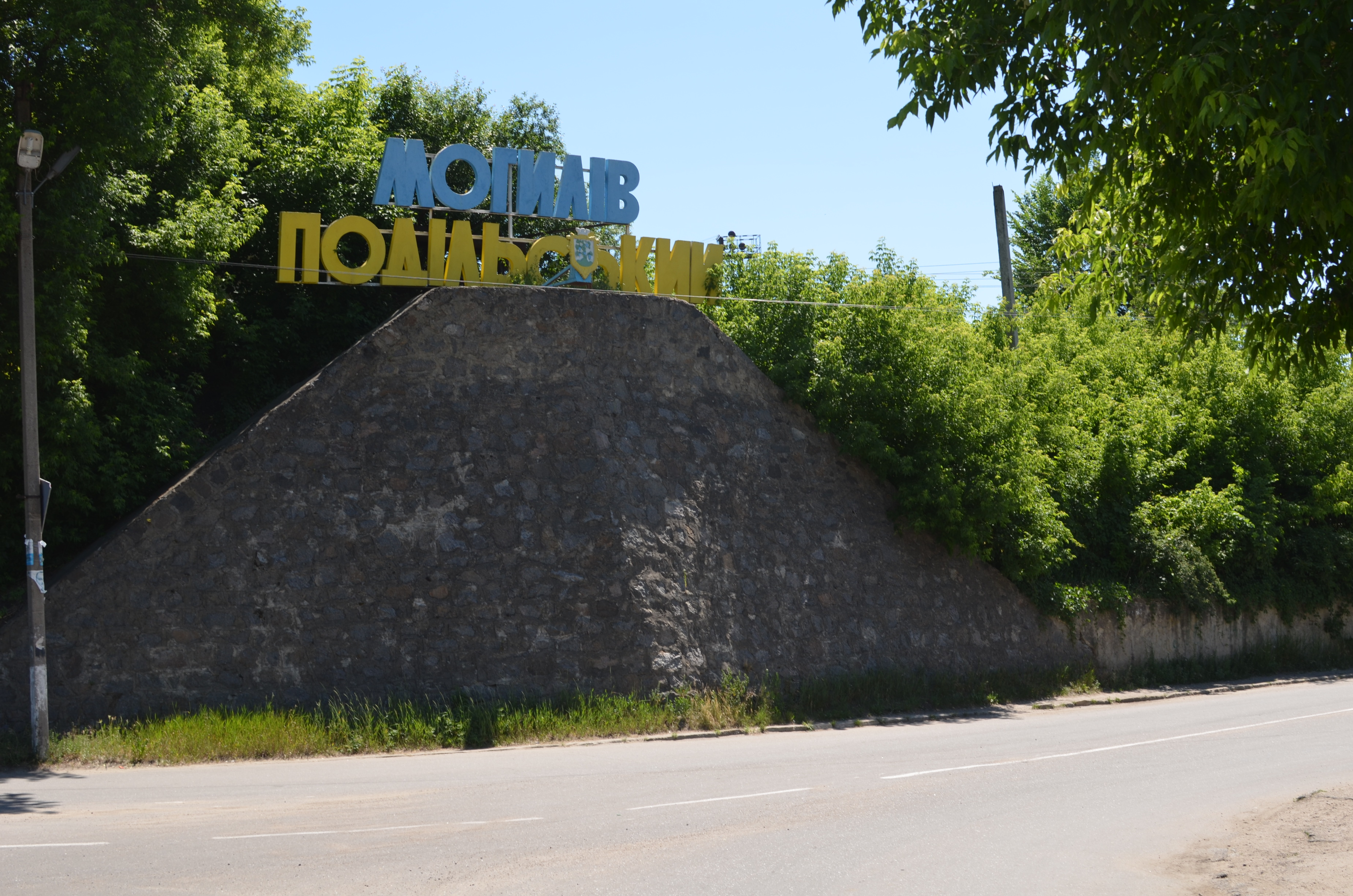
Entrée nord-ouest de la ville, venant du village de Nemiïa
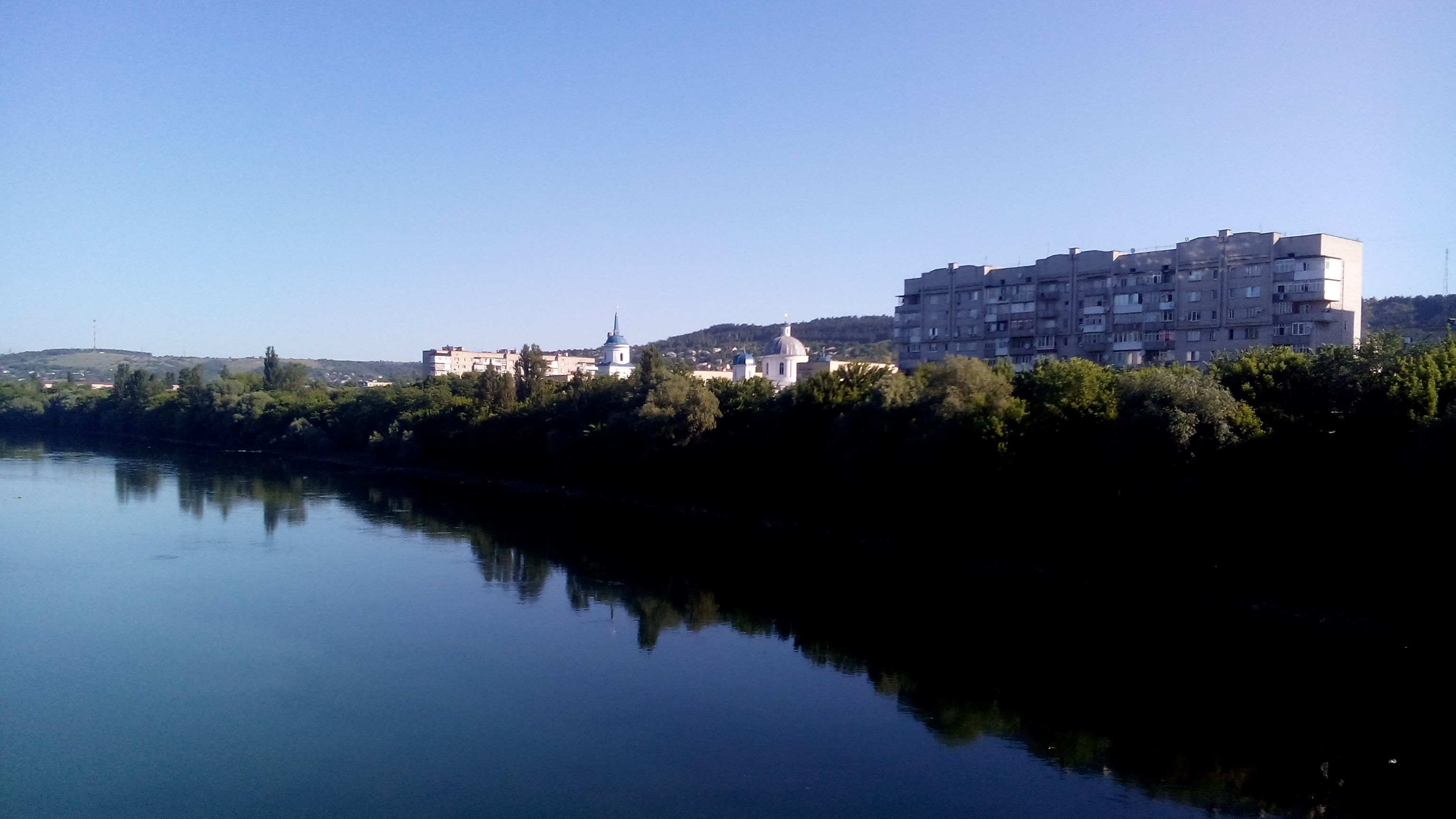
Vue de la ville depuis le pont sur le Dniestr

## Population
Recensements (*) ou estimations de la population :
| 1897*  | 1923*  | 1926*  | 1939*  | 1959*  | 1970*  |
| ------ | ------ | ------ | ------ | ------ | ------ |
| 22 315 | 19 510 | 22 271 | 21 871 | 21 208 | 26 051 |

| 1979*  | 1989*  | 2001*  | 2012   | 2013   | 2014   |
| ------ | ------ | ------ | ------ | ------ | ------ |
| 31 303 | 36 003 | 32 853 | 32 250 | 32 056 | 31 832 |

## Jumelages
- Bakhmout (Ukraine)
- Koziatyn (Ukraine)
- Końskie (Pologne)
- Połaniec (Pologne)
- Środa Wielkopolska (Pologne)
- Bălți (Moldavie)
- Pitești (Roumanie)
- Šaľa (Slovaquie)
- Cavriglia (Italie)